# Allegory and Self
Allegory and Self  — альбом-компиляция британской группы Psychic TV, вышедший в 1988 году.

## Об альбоме
Allegory and Self компиляция различных записей Psychic TV, сделанных в 1986—1987 гг., сборник демозаписей и синглов. Это первый альбом сделанный после переезда Пи-Орриджа в США. Ему пришлось уехать из Англии, где ему грозил тюремный срок. Часть композиций предназначалась для прорыва в американские чарты. Альбом достаточно сложен для прослушивания в связи с тем, что наравне с мелодичными поп-синглами присутствуют сложные для восприятия композиции гаражного рока (Starlite Mire), а также звуковые коллажи весьма мрачного звучания (Southern Comfort,Thee Dweller).

## Список композиций
Сторона A:
1. "Godstar"
2. "Just Like Arcadia"
3. "Southern Comfort"
4. "We Kiss"
5. "She Was Surprised"
6. "Caresse Song"

Сторона B:
1. "Starlite Mire"
2. "Thee Dweller"
3. "Being Lost"
4. "Baby’s Gone Away"
5. "Ballet Disco"